# Emmitsburg
Emmitsburg – miasto w Stanach Zjednoczonych, w stanie Maryland, w hrabstwie Frederick.